# バットマンの映画作品
本項目では、DCコミックスの出版物に登場する架空のスーパーヒーローであるバットマンを題材とした映画作品について記述する。
バットマン映画の歴史は1940年代の連続活劇『Batman』および『バットマン＆ロビン 』から始まる。1966年にはテレビシリーズの劇場版で、初めての長編映画『バットマン』が公開され、アダム・ウェストがバットマンを演じた。
1980年代後半にはワーナー・ブラザースが『バットマン』シリーズの製作を開始し、1989年にティム・バートン監督、マイケル・キートン主演による第1作『バットマン』が公開された。1992年にはバートンとキートンによる続編『バットマン リターンズ』、1995年には監督をジョエル・シュマッカー、主演をヴァル・キルマーに替えた『バットマン フォーエヴァー』が公開された。シュマッカーは主演がジョージ・クルーニーに替わった1997年の『バットマン & ロビン Mr.フリーズの逆襲』でも引き続いて監督した。しかし『Mr.フリーズの逆襲』は酷評されてしまい、その後いくつもの脚本開発を経て、2005年にクリストファー・ノーラン監督、クリスチャン・ベール主演の『バットマン ビギンズ』でシリーズはリブートされた。ノーランとベールは2008年公開の続編『ダークナイト』でも続投した。2012年夏には同監督、同主演によるリブートシリーズ3作目で最終章となる『ダークナイト ライジング』が公開された。2022年にはロバート・パティンソン主演の『THE BATMAN-ザ・バットマン-』が公開された。
バットマンのアニメ映画も数多く作られているが、劇場公開されたのは1993年の『バットマン/マスク・オブ・ファンタズム』のみであり、そのほかはすべてビデオ映画（Vシネマ）となっている。※『レゴバットマン』は除く

## 作品
| 作品                                                                              | 米国公開日     | 俳優                                | 監督                                    | 原案                                                                  | 脚本 | 製作                                                                         | Ref(s)            |
| --------------------------------------------------------------------------------- | -------------- | ----------------------------------- | --------------------------------------- | --------------------------------------------------------------------- | --- | ---------------------------------------------------------------------------- | ----------------- |
| バットマン Batman                                                                 | 1943年7月16日  | ルイス・ウィルソン                  | ランバート・ヒルヤー                    | ビクター・マクロード、レスリー・スワバッカー、ハリー・L・フレイザー   | ビクター・マクロード、レスリー・スワバッカー、ハリー・L・フレイザー                                            | ルドルフ・C・フローハウ                                                      |                   |
| バットマン&ロビン Batman and Robin                                                | 1949年6月26日  | ロバート・ロウリー                  | スペンサー・ゴードン・ベネット          | ジョージ・H・プリムトン、ジョセフ・F・ポーランド、ロイヤル・K・コール | ジョージ・H・プリムトン、ジョセフ・F・ポーランド、ロイヤル・K・コール                                          | サム・カッツマン                                                             |                   |
| バットマン Batman: The Movie                                                      | 1966年7月30日  | アダム・ウェスト                    | レスリー・H・マーティンソン             | ロレンツォ・センプル・ジュニア                                        | ロレンツォ・センプル・ジュニア                                                                                 | ウィリアム・ドジャー                                                         |                   |
| バットマン Batman                                                                 | 1989年6月23日  | マイケル・キートン                  | ティム・バートン                        | サム・ハム                                                            | ウォーレン・スカーレン、チャールズ・マッケオン、ジョナサン・ジェムズ                                           | ピーター・グーバー、ジョン・ピーターズ、クリス・ケニー                       |                   |
| バットマン リターンズ Batman Returns                                              | 1992年6月19日  | マイケル・キートン                  | ティム・バートン                        | ダニエル・ウォーターズ                                                | ウェズリー・ストリック                                                                                         | ティム・バートン、デニーズ・ディ・ノヴィ、ラリー・フランコ                   |                   |
| バットマン/ マスク・オブ・ファンタズム Batman: Mask of the Phantasm               | 1993年12月25日 | ケヴィン・コンロイ                  | エリック・ラドムスキー ブルース・ティム | アラン・バーネット                                                    | アラン・バーネット、ポール・ディニ、マーティン・パスコ、マイケル・リーブス                                     | ベンジャミン・メルニカー マイケル・ウスラン                                  |                   |
| バットマン フォーエヴァー Batman Forever                                          | 1995年6月16日  | ヴァル・キルマー                    | ジョエル・シュマッカー                  | リー・バッチラー、ジャネット・スコット-バッチラー                     | アキヴァ・ゴールズマン                                                                                         | ピーター・マクレガー・スコット、ティム・バートン                             |                   |
| バットマン & ロビン Mr.フリーズの逆襲 Batman & Robin                              | 1997年6月20日  | ジョージ・クルーニー                | ジョエル・シュマッカー                  | アキヴァ・ゴールズマン                                                | アキヴァ・ゴールズマン                                                                                         | ピーター・マクレガー・スコット                                               |                   |
| バットマン ビギンズ Batman Begins                                                 | 2005年6月25日  | クリスチャン・ベール                | クリストファー・ノーラン                | デヴィッド・S・ゴイヤー                                               | クリストファー・ノーラン、デビッド・S・ゴイヤー                                                                | チャールズ・ローヴェン、エマ・トーマス、ラリー・フランコ                     |                   |
| ダークナイト The Dark Knight                                                      | 2008年7月18日  | クリスチャン・ベール                | クリストファー・ノーラン                | クリストファー・ノーラン、デビッド・S・ゴイヤー                       | ジョナサン・ノーラン、クリストファー・ノーラン                                                                 | エマ・トーマス、チャールズ・ローヴェン、クリストファー・ノーラン             |                   |
| ダークナイト ライジング The Dark Knight Rises                                     | 2012年7月20日  | クリスチャン・ベール                | クリストファー・ノーラン                | クリストファー・ノーラン、デビッド・S・ゴイヤー                       | ジョナサン・ノーラン、クリストファー・ノーラン                                                                 | エマ・トーマス、チャールズ・ローヴェン、クリストファー・ノーラン             |                   |
| バットマン vs スーパーマン ジャスティスの誕生 Batman vs Superman: Dawn of Justice | 2016年3月25日  | ベン・アフレック                    | ザック・スナイダー                      | クリス・テリオ、デビッド・S・ゴイヤー                                 | クリス・テリオ、デビッド・S・ゴイヤー                                                                          | チャールズ・ローベン、デボラ・スナイダー                                     |                   |
| スーサイド・スクワッド Suicide Squad                                              | 2016年8月5日   | ベン・アフレック                    | デヴィッド・エアー                      | デヴィッド・エアー                                                    | デヴィッド・エアー                                                                                             | チャールズ・ローベン、リチャード・サックル                                   |                   |
| レゴバットマン ザ・ムービー The Lego Batman Movie                                 | 2017年2月10日  | ウィル・アーネット                  | クリス・マッケイ                        | セス・グレアム＝スミス                                                | セス・グレアム＝スミス、クリス・マッケンナ、エリック・ソマーズ、ジャレッド・スターン、ジョン・ウィッティントン | ダン・リン、フィル・ロード、クリストファー・ミラー、ロイ・リー               |                   |
| ジャスティス・リーグ Justice League                                               | 2017年11月17日 | ベン・アフレック                    | ザック・スナイダー                      | ザック・スナイダー、クリス・テリオ                                    | クリス・テリオ、ジョス・ウェドン                                                                               | チャールズ・ローベン、デボラ・スナイダー、ジョン・バーグ、ジェフ・ジョーンズ |                   |
| ジョーカー Joker                                                                  | 2019年10月4日  | ダンテ・ペレイラ・オルソン          | トッド・フィリップス                    | トッド・フィリップス、スコット・シルヴァー                            | トッド・フィリップス、スコット・シルヴァー                                                                     | トッド・フィリップス、ブラッドリー・クーパー、エマ・ティリンジャー・コスコフ |                   |
| ジャスティス・リーグ:ザック・スナイダーカット Zack Snyder's Justice League        | 2021年3月18日  | ベン・アフレック                    | ザック・スナイダー                      | ザック・スナイダー、クリス・テリオ、ウィル・ビール                    | クリス・テリオ                                                                                                 | チャールズ・ローベン、デボラ・スナイダー                                     | [ 1 ]             |
| THE BATMAN-ザ・バットマン- The Batman                                             | 2022年3月4日   | ロバート・パティンソン              | マット・リーヴス                        | マット・リーヴス、ピーター・クレイグ                                  | マット・リーヴス、ピーター・クレイグ                                                                           | マット・リーヴス、ディラン・クラーク                                         | [ 2 ] [ 3 ] [ 4 ] |
| ザ・フラッシュ The Flash                                                          | 2023年6月23日  | ベン・アフレック マイケル・キートン | アンディ・ムスキエティ                  | ロバート・カニガー                                                    | クリスティーナ・ホドソン                                                                                       | マイケル・ディスコ バーバラ・ムスキエティ                                    |                   |
| The Batman 2                                                                      | 2025年10月31日 | ロバート・パティンソン              | マット・リーヴス                        | マット・リーヴス                                                      | マット・リーヴス、マットソン・トムリン                                                                         | マット・リーブス                                                             |                   |
| The Brave and The Bold                                                            |                |                                     | アンディ・ムスキエティ                  |                                                                       | アンディ・ムスキエティ、ロド・サヤゲス                                                                         |                                                                              |                   |

## 1940年代の連続活劇映画

### バットマン（1943年）
1943年にコロンビア ピクチャーズより全15章の連続活劇『Batman』が公開された。バットマンはルイス・ウィルソン、ロビンはダグラス・クロフトを演じた。また、映画オリジナルのヴィランであるドクター・ダカをJ・キャロル・ネイシュが演じる。他に、シャーリー・パターソンがブルース・ウェインの恋人のリンダ・ペイジ、ウィリアム・オースティンがアルフレッドを演じた。物語は、第二次世界大戦下、アメリカ合衆国政府のエージェントのバットマンが日本のエージェントのドクター・ダカを倒すというものである。日本非公開。

### バットマン・アンド・ロビン（1949年）
1949年にコロンビア ピクチャーズより2作目となる全15章の連続活劇『バットマン&ロビン』が公開された。ロバート・ローリーがバットマン、ジョニー・ダンカンがロビンを演じた。さらに脇役としてポニ・アダムスがヴィッキー・ヴェール、ライル・タルボットがジェームズ・ゴードンを演じた。物語はバットマンとロビンのコンビが正体不明の悪役ウィザードに挑むというものである。2005年6月17日より、DVD/ブルーレイ用の日本語版が「バットマン＆ロビン」の名称でアマゾンより発売中。日本語で視聴できるバットマンの中では1番古い作品である。作品はモノクロ。

## 1960年代

### バットマン（1966年）
『バットマン』（ビデオ題: 『バットマン/オリジナル・ムービー』、原題: Batman, または Batman: The Movie）は、1966年の映画であり、テレビドラマ『怪鳥人間バットマン (Batman (TV series)) 』の劇場版である。DCコミックスキャラクターの映画としては初めてとなる長編映画である。20世紀フォックスにより公開され、監督はテレビシリーズ第1シーズンのエピソード"The Penguin Goes Straight"、"Not Yet, He Ain't"を手掛けたレスリー・H・マーティンソンが務めた。元々はテレビを売り込む為の物で先に製作されたがＴＶが爆発的なヒットになった為本作もヒットした。

## 1970年代・1980年代
1970年代後半になるとバットマン人気は衰えていた。CBSは『Batman in Outer Space』の映画の製作に興味を抱いていた。1979年4月、マイケル・ウスランとベンジャミン・メルニカーがDCコミックスからバットマンの映画化権を購入した。ウスランはダークでシリアスなバットマンを作ることを望んでいた。リチャード・メイボームを脚本、ガイ・ハミルトンを監督とするために近づいたが、2人はオファーを断った。また、映画スタジオは1960年代のテレビシリーズのような『バットマン』を求めていたため、ウスランの売り込みは難航した。映画化を断ったものの中にはコロンビア ピクチャーズとユナイテッド・アーティスツも含まれていた。
失望したウスランは映画界に対し、自分のバットマン映画のビジョンを理解してもらうために『Return of the Batman』と題した脚本を書いた。ウスランはその脚本のトーンと後に出版された『バットマン: ダークナイト・リターンズ』を比較した。1979年11月、プロデューサーのジョン・ピーターズとピーター・グーバーがプロジェクトに参加した。4人のプロデューサーたちは『スーパーマン』（1978年）の後に映画を開発するのが最善であるとした。ウスラン、メルニカー、グーバーは『バットマン』をユニバーサル・ピクチャーズに売り込んだが、スタジオは断った。スタジオは決まらなかったが、1981年末、プロジェクトが1500万ドルの製作費で発表され、そしてワーナー・ブラザースが受けることに決まった。
1983年6月、トム・マンキーウィッツは、バットマンとディック・グレイソンのオリジンに焦点を当て、ジョーカーとルパート・スローンがヴィランとなり、シルバー・セント・クラウドが恋人となる『The Batman』の脚本を完成させた。マンキーウィッツのそれはスティーヴ・エングルハートによるリミテッドシリーズ『Batman: Strange Apparitions』（ISBN 1-56389-500-5）からインスパイアされている。『Strange Apparitions』でエングルハートと共同したコミック画家のマーシャル・ロジャースがコンセプトアートのために雇われた。『The Batman』は2000万ドルの製作費により、1983年末から1985年半ばのあいだに公開されると発表された。元々ウスランはバットマン役には無名の役者、ジェームズ・ゴードン役にウィリアム・ホールデン、アルフレッド・ペニーワース役にデヴィッド・ニーヴンを希望していたが、ホールデンが1981年、ニーヴンが1983年に死亡し、実現不可能となった。マンキーウィッツの脚本はアイヴァン・ライトマン、ジョー・ダンテを含む多くの映画製作者に紹介された。9名の脚本家がそれぞれ脚本を書き直したが、そのほとんどが『Strange Apparitions』に基づいていた。しかしながらプロジェクトを動かすのに使われていたのはマンキーウィッツの脚本であった。

## ティム・バートンとジョエル・シュマッカーのシリーズ（1989年–1997年）
| クレジット     | Films                                 | Films                                       | Films                                             | Films                                                       |
| クレジット     | バットマン Batman (1989)              | バットマン リターンズ Batman Returns (1992) | バットマン フォーエヴァー Batman Forever (1995)   | バットマン & ロビン Mr.フリーズの逆襲 Batman & Robin (1997) |
| -------------- | ------------------------------------- | ------------------------------------------- | ------------------------------------------------- | ----------------------------------------------------------- |
| 監督           | ティム・バートン                      | ティム・バートン                            | ジョエル・シュマッカー                            | ジョエル・シュマッカー                                      |
| プロデューサー | ジョン・ピーターズ ピーター・グーバー | デニーズ・ディ・ノヴィ ティム・バートン     | ティム・バートン ピーター・マクレガー・スコット   | ピーター・マクレガー・スコット                              |
| 脚本           | ウォーレン・スカーレン サム・ハム     | ダニエル・ウォーターズ                      | アキヴァ・ゴールズマン                            | アキヴァ・ゴールズマン                                      |
| 原案           | サム・ハム                            | ダニエル・ウォーターズ サム・ハム           | リー・バチェラー ジャネット・スコット・バッチラー | アキヴァ・ゴールズマン                                      |
| 撮影監督       | ロジャー・プラット                    | ステファン・チャプスキー                    | ステファン・チャプスキー                          | ステファン・チャプスキー                                    |
| 音楽           | ダニー・エルフマン                    | ダニー・エルフマン                          | エリオット・ゴールデンサール                      | エリオット・ゴールデンサール                                |
| 編集           | レイ・ラヴジョイ                      | クリス・レベンゾン                          | デニス・ヴァークラー                              | デニス・ヴァークラー マーク・スティーブンス                 |
| バットマン役   | マイケル・キートン                    | マイケル・キートン                          | ヴァル・キルマー                                  | ジョージ・クルーニー                                        |

### バットマン（1989年）
1986年にティム・バートンが1作目の監督に就任した。サム・ハムが最初の脚本を執筆する前にスティーブ・エングルハートとジュリー・ヒックソンが映画のトリートメントを書いた。バットマン役はマイケル・キートンに決定する以前に多くのAリスト俳優が検討されていた。キートンに決まった際は、彼がバットマン役に適格か否かで論争を引き起こした。ジョーカー役には高額の出演料、興行収入の一部、そして厳しい撮影スケジュールと引き換えにジャック・ニコルソンが抜擢された。ニコルソンの最終的な報酬は5000万ドル以上であると報じられている。主要撮影は1988年10月から1989年1月までにパインウッド・スタジオで行われた。製作費は3000万ドルから4800万ドルまで増大し、また、1988年の全米脚本家組合のストライキによってハムは降板した。脚本の書き直しはウォーレン・スカーレン、チャールズ・マッケオン、ジョナサン・ジェムズが行った。『バットマン』は好意的な評価を受け、興行的にも成功し、さらにアカデミー美術賞を受賞した。最終的な興行収入は4億ドルにのぼり、現代のスーパーヒーロー映画の認識に影響を与えた。

### バットマン リターンズ（1992年）
バートンは元々前作に対する複雑な心境のために続編を監督することを望んでいなかった。サム・ハムによる第1稿ではペンギンとキャットウーマンが隠された宝を探していた。ダニエル・ウォーターズはバートンが納得するような脚本を彼のもとへ届け、再び監督するよう説得した。また、ウェズリー・ストリックがノンクレジットで脚本に参加しており、ハーヴェイ・デントとロビンの出番を削除し、クライマックスの部分を書き直した。多くのAリスト女優の中からキャットウーマン役の候補が選ばれた末、最終的にミシェル・ファイファーに決定し、ダニー・デヴィートがペンギン役に決まった。撮影は1991年6月よりカリフォルニア州バーバングで始まった。『バットマン リターンズ』は興行的には成功したものの、前作よりは最終興行収入は少なく終わり、ワーナー・ブラザースは失望した。また、多くの批評家には好意的な評価を受けたが、暴力的かつ性的な要素が子供向けとしてはふさわしくないと批判もされた。マクドナルドは『バットマン リターンズ』とのタイアップのハッピーセットを中止した。

### バットマン フォーエヴァー（1995年）
『バットマン リターンズ』は商業的に成功したものの、ワーナー・ブラザースの期待には及ばないものであり、スタジオは続編をよりメインストリーム向けの内容へ変えることを決めた。監督はティム・バートンからジョエル・シュマッカーへ変更され、バートンはプロデューサーとして留まることとなった。しかしながら、前2作でバットマン役だったマイケル・キートンはシリーズの路線変更を気に入らず、同役には新たにヴァル・キルマーが抜擢された。ロビン役はクリス・オドネル、リドラー役はジム・キャリー、トゥーフェイス役はトミー・リー・ジョーンズとなった。撮影は1994年9月に始まり、そしてシュマッカーはキルマーとジョーンズとの問題に直面した。『バットマン フォーエヴァー』は1995年6月16日に公開され、全世界での興行収入は3億5000万ドルに達し、アカデミー賞では3部門で候補に挙がったが、批評家の反応は賛否分かれた。

### バットマン & ロビン Mr.フリーズの逆襲（1997年）
『バットマン フォーエヴァー』の後すぐに『バットマン & ロビン Mr.フリーズの逆襲』の企画が始まり、ワーナー・ブラザースは1997年6月公開を決めた。ヴァル・キルマーは『セイント』とのスケジュールの都合を理由に降板し、新たにジョージ・クルーニーがバットマンを演じることとなった。他にアーノルド・シュワルツェネッガーがミスター・フリーズ、ユマ・サーマンがポイズン・アイビー、アリシア・シルヴァーストーンがバットガールを演じ、またクリス・オドネルも引き続いてロビンを演じる。主要撮影は1996年9月に始まり、当初の予定より2週間早い1997年1月に完了した。『バットマン & ロビン Mr.フリーズの逆襲』は当初の予定通り1997年6月20日に公開された。本作の玩具的でキャンプなアプローチ、そしてシュマッカーが追加した同性愛の暗示は観客に不評を買った。『バットマン & ロビン Mr.フリーズの逆襲』は興行的には成功したものの、実写のバットマン映画では最低の成績に終わった。ゴールデンラズベリー賞では9部門でノミネートされ、今日でも史上最悪のスーパーヒーロー映画のひとつとして挙げられている。

### 5作目の案

#### Batman Triumphant
『バットマン & ロビン Mr.フリーズの逆襲』の撮影の段階で、ワーナー・ブラザースはそのラッシュに手ごたえを感じていた。これによりワーナーは引き続いてジョエル・シュマッカーを続編の監督として雇おうとしたが、『バットマン フォーエヴァー』、『バットマン & ロビン Mr.フリーズの逆襲』の脚本家であるアキヴァ・ゴールズマンは脚本執筆を拒否した。1996年末、ワーナーとシュマッカーはマーク・プロトセヴィッチを5作目の『バットマン』の脚本家として雇った。公開日は1999年半ばになると発表された。タイトルは『Batman Triumphant』であり、プロトセヴィッチの脚本ではスケアクロウがメイン・ヴィランであった。また、スケアクロウの恐怖ガスによってバットマンの心の中に現れる幻覚としてジョーカーが再登場する。さらにハーレイ・クインの登場も予定され、父を死に追いやったバットマンに復讐するジョーカーの娘として描かれていた。ジョージ・クルーニーとクリス・オドネルも再びバットマンとロビンを演じることが決まっていた。しかしながら『バットマン & ロビン Mr.フリーズの逆襲』が酷評され、興行的にも期待外れに終わるとワーナー・ブラザースは『Batman Triumphant』を頓挫させた。スタジオは『バットマン・ザ・フューチャー』（Batman Beyond）の実写映画化とフランク・ミラーの『バットマン: イヤーワン』の翻案を考慮することが最善であると判断した。ワーナーはいずれかのアイデアが最適となった時にゴーサインを出すことにした。シュマッカーは「基本に戻って、ダークナイトを暗い描写にする。」と述べた。1998年半ば、彼はワーナー・ブラザースに『バットマン: イヤーワン』の製作のためにアプローチした。

#### Batman: DarKnight
ワーナー・ブラザースとシュマッカーが『イヤー・ワン』に関心を寄せている1998年半ば、コミックのファンであるリー・シャピロとスティーヴン・ワイズがスタジオに『Batman: DarkKnight』というタイトルの脚本を持ち込んだ。『DarKnight』では、ブルース・ウェインは犯罪との戦いを辞め、ディック・グレイソンがゴッサム大学に通っていた。そしてドクター・ジョナサン・クレインはゴッサム大学の心理学の教授で尚且つアーカム・アサイラムの精神科医で、恐怖に関する実験を行っているという設定（後にこれは『バットマン ビギンズ』で使われた）で、クレインはドクター・カーク・ラングストームと対立し、そして彼をマンバットとして知られる生物へ変貌させ、ゴッサムの市民は夜な夜な現れるマンバットをバットマンの「血に飢えた」復活であると思いこんでしまう。そこでブルースは「彼の名前を消す」ために再びバットマンとなり、マンバットの謎を追うという内容である。しかしワーナーは『Batman: DarKnight』を却下し、『イヤー・ワン』と『Batman Beyond』の案を進めることに決めた。

## ポスト・シュマッカー時代（1998年–2004年）

### Batman: Year One
2000年1月、スコット・ローゼンバーグは『Batman: Year One』の脚本執筆の機会を断った。2000年半ば、ポール・ディニ、ニール・スティーヴンスン、ボアズ・イェーキンが『Batman Beyond』の脚本執筆のために雇われ、さらにイェーキンが監督を務めることとなった。映画はワーナー・ブラザースの同名のテレビアニメをベースとしている。しかしながら結局ワーナーは『Batman Beyond』を破棄し、『Batman: Year One』を進めることとなった。
同じころ、ワーナー・ブラザースはシュマッカーが関心を持っていたにもかかわらず、ダーレン・アロノフスキーを『Year One』の監督、脚本のために雇った。未製作である『Ronin』の脚本をフランク・ミラーと共に書いていたアロノフスキーは、『Year One』にも共同脚本として彼を招いた。彼らは『バットマン』シリーズのリブートを目標とした。アロノフスキー作品の常連であるマシュー・リバティークが撮影監督に決まり、またアロノフスキーはクリスチャン・ベールをバットマン役にするべく接近した。同じころワーナーは『キャットウーマン』のスピンオフを進めていた。しかしながら2002年6月、スタジオは『Year One』の企画を止め、『Batman vs. Superman』を進めることにした。

### Batman vs. Superman
ワーナー・ブラザースはJ・J・エイブラムスの『Superman: Flyby』をマックG監督下で進めていた。しかしマックGが『チャーリーズ・エンジェル フルスロットル』を優先させるために降板すると、ワーナーは『Superman: Flyby』の監督としてウォルフガング・ペーターゼンに接近し、さらに2001年8月、アンドリュー・ケヴィン・ウォーカーが『Batman vs Superman』のアイデアを売り込んでくるとペーターゼンをその監督とした。『Superman: Flyby』は一時保留され、アキヴァ・ゴールズマンがウォーカーの『Batman vs. Superman』を書き直すために雇われた。
ゴールズマンによる2002年6月21日時点でのドラフトでは、ブルース・ウェインは犯罪との戦いを5年前に辞め、神経衰弱を経験していた。ディック・グレイソン、アルフレッド・ペニーワース、ジェームズ・ゴードンは死亡したが、ブルースの抑うつ感情は婚約者のエリザベス・ミラーによって解消された。一方でクラーク・ケントはロイス・レインと離婚したばかりで苦労していた。クラークとブルースは親しい友人であり、クラークはブルースにとって最高の男であった。だが新婚旅行でエリザベスがジョーカーによって殺害されるとブルースは復讐を企てるようになり、クラークは彼を止めようとした。そしてブルースはエリザベスの死に関してクラークを非難し、二人の友情は崩れて行く。しかし、レックス・ルーサーの魔の手が忍び寄り、二人再び手を組む。
スーパーマン役にはジョシュ・ハートネット、そしてバットマン役には先の『Batman: Year One』でも候補だったクリスチャン・ベールがオファーされていたが断られてしまった。主要撮影は2003年初頭より始まり、約5か月から6カ月かけて行われる予定であった。公開予定日は2004年中頃に計画されていた。ワーナー・ブラザースがゴーサインを出してから1か月もたたないうちに、ペーターゼンが『トロイ』（2004年）を優先させるために『Batman vs. Superman』の企画を去り、ワーナーは『Superman: Flyby』と『バットマン』のリブートを進めることにした。ペーターゼンとブライアン・シンガーは、ベールによるバットマンで、将来、本企画を実現させることに関心を持っている。

## ダークナイト トリロジー（2005年–2012年）
ダークナイト トリロジー（The Dark Knight Trilogy）（ファンの間では「ノーランバース」とも呼ばれる）は、クリストファー・ノーラン監督による三部作のシリーズ。
『バットマン ビギンズ』（2005年）、『ダークナイト』（2008年）、『ダークナイト ライジング』（2012年）の3作品。全世界での興行収入は24億ドルを超え、史上最高の作品に数えられている。
| クレジット     | 作品                                                   | 作品                                                           | 作品                                                           |
| クレジット     | バットマン ビギンズ Batman Begins(2005)                | ダークナイト The Dark Knight(2008)                             | ダークナイト ライジング The Dark Knight Rises(2012)            |
| -------------- | ------------------------------------------------------ | -------------------------------------------------------------- | -------------------------------------------------------------- |
| 監督           | クリストファー・ノーラン                               | クリストファー・ノーラン                                       | クリストファー・ノーラン                                       |
| プロデューサー | チャールズ・ローヴェン エマ・トーマス ラリー・フランコ | エマ・トーマス チャールズ・ローヴェン クリストファー・ノーラン | エマ・トーマス チャールズ・ローヴェン クリストファー・ノーラン |
| 脚本           | クリストファー・ノーラン デヴィッド・S・ゴイヤー       | ジョナサン・ノーラン クリストファー・ノーラン                  | ジョナサン・ノーラン クリストファー・ノーラン                  |
| 原案           | デヴィッド・S・ゴイヤー                                | クリストファー・ノーラン デヴィッド・S・ゴイヤー               | クリストファー・ノーラン デヴィッド・S・ゴイヤー               |
| 音楽           | ハンス・ジマー ジェームズ・ニュートン・ハワード        | ハンス・ジマー ジェームズ・ニュートン・ハワード                | ハンス・ジマー                                                 |
| 撮影監督       | ウォーリー・フィスター                                 | ウォーリー・フィスター                                         | ウォーリー・フィスター                                         |
| 編集           | リー・スミス                                           | リー・スミス                                                   | リー・スミス                                                   |
| バットマン役   | クリスチャン・ベール                                   | クリスチャン・ベール                                           | クリスチャン・ベール                                           |
| 製作           | シンコピー レジェンダリー・ピクチャーズ                | シンコピー レジェンダリー・ピクチャーズ                        | シンコピー レジェンダリー・ピクチャーズ                        |

### バットマン ビギンズ（2005年）
監督・脚本のクリストファー・ノーランと共同脚本のデヴィッド・S・ゴイヤーによる『バットマン ビギンズ』への取組みは2003年初めに開始され、ダークでより現実的なトーンで、ヒューマニティとリアリズムに基づいた映画にすることを目指した。撮影は主にイングランドとシカゴで行われ、従来のスタントやスケールモデルに依存し、CGIの使用は最小限に抑えられた。バットマンはクリスチャン・ベールが演じた。またヴィランは、ラーズ・アル・グール（ヘンリー・デュカード）をリーアム・ニーソン、スケアクロウをキリアン・マーフィーが演じた。さらにバットマンの恋人としてケイティ・ホームズ演じるレイチェル・ドーズが登場した。またこの映画で新しいバットモービル（タンブラーと呼ばれる）とバットスーツが作られた。『バットマン ビギンズ』は商業、批評的に成功した。2005年6月15日に北米の3858館で公開され、公開初週末に約4800万ドルの興行収入を上げた。最終的に世界興行収入は約3億7000万ドルに達した。Rotten Tomatoesでの支持率は84%であり、アカデミー賞では撮影賞にノミネートされた。批評家は恐怖が映画全体に共通するテーマであると指摘し、以前の『バットマン』映画と比べて暗めのトーンを持っていると述べた。また、『バットマン ビギンズ』はハリウッドにリブートという概念を普及させた。

### ダークナイト (2008年)
クリストファー・ノーランは再度監督を務め、さらに弟のジョナサンと共同で脚本を執筆した。『ダークナイト』でもクリスチャン・ベールがバットマン（ブルース・ウェイン）を演じ、さらにヒース・レジャーがジョーカー、アーロン・エッカートがハーヴェイ・デント（トゥーフェイス）を務めた。主要撮影は2007年4月にシカゴで始まり、そのほかにパインウッド・スタジオや香港がロケ地となった。レジャーは『ダークナイト』の撮影が完了した後の2008年1月22日、睡眠薬の過剰摂取により死亡した。ワーナー・ブラザースは、レジャー演じるジョーカーのスクリーン・ショットを強調する宣伝用ウェブサイトや予告編を作成し、バイラル・マーケティングを行った。『ダークナイト』はオーストラリアで2008年7月16日、北アメリカで7月18日に公開された。好意的な評価もあり、北米での興行収入は5億ドルを超え、全世界では10億ドルを突破し、その他数々の興行記録を打ち立てた 。第81回アカデミー賞では8部門でノミネートされ、音響編集賞と助演男優賞（レジャーは死去後）を受賞した。

### ダークナイト ライジング (2012年)
『ダークナイト ライジング』はノーランの『バットマン』三部作の完結を目的としている。ノーランは『インセプション』に専念し始める2008年12月までにおおまかなストーリーのアウトラインを完成させた。2010年2月、デヴィッド・S・ゴイヤーとジョナサン・ノーランは脚本の開発を始めた。ゴイヤーが『マン・オブ・スティール』に取り掛かるために本作から離れると、ジョナサンは兄とゴイヤーによる原案の脚本化を開始した。新キャストにはトム・ハーディのベイン、アン・ハサウェイのセリーナ・カイルが加わり、さらにジョセフ・ゴードン＝レヴィットがジョン・ブレイク、 ジュノー・テンプルが「ストリート・スマート・ゴッサム・ガール」と説明された役にキャスティングされている。撮影は2011年5月に始まり、11月完了を予定している。ノーランは3D映画にしないものの、画質とスケールの向上のためにIMAXフォーマットを採用し、前2作と一貫性を保ちつつ技術面にも力を入ることを考えている。『ダークナイト ライジング』では『ダークナイト』よりもIMAX撮影箇所が増える予定である。また、撮影監督のウォーリー・フィスターは全編IMAXでの撮影に関心を示していた。2012年7月20日公開された。日本では同年7月28日に公開されている。

## DCエクステンデッド・ユニバース（2016年–2023年）

### バットマン vs スーパーマン ジャスティスの誕生（2016年）
2013年6月13日、ワーナー・ブラザースの関係者が『マン・オブ・スティール』映画のほか、スーパーマン／バットマンの映画、「ワンダーウーマン」、「アクアマン」などについて話し合っていると語った。ワーナー・ブラザースは、『マン・オブ・スティール』（2013年）に続く新作映画でスーパーマンとバットマンが団結し、コミック『ダークナイト・リターンズ』からインスピレーションを得て、2015年に公開することを発表した。ゴイヤーは、コミコンのスーパーマン75周年記念パネルで、バットマンとスーパーマンが対決すると述べ、タイトルは「スーパーマン対バットマン」や「バットマン対スーパーマン」が検討されていたという。2013年8月22日、ブルース・ウェイン／バットマン役にベン・アフレックが起用されることが報じられた。2014年1月17日、映画製作者たちに「ストーリーの複雑な映像的性質を考慮して、彼らのビジョンを完全に実現する時間を与える」ために、本作の公開日が当初の2015年7月17日から2016年5月6日に延期されたことが発表された。その後、2016年3月25日に再び延期された。

### ジャスティス・リーグ（2017年）
『マン・オブ・スティール』の撮影が終了した直後、ワーナー・ブラザースは2012年6月にジャスティス・リーグの新作の脚本にウィル・ビールを採用した[139]。 2013年6月に『マン・オブ・スティール』が公開されると、ゴイヤーがジャスティス・リーグの新作の脚本に採用され、ボールのドラフトは破棄された。2014年4月には、ザック・スナイダーがゴイヤーのジャスティス・リーグの脚本を監督することも発表された。本作のポストプロダクション中に、ザック・スナイダーは娘の死を理由に降板した。ジョス・ウェドンがプロジェクトを引き継ぎ、再撮影の脚本と監督を担当した。

### ジャスティス・リーグ:ザック・スナイダーカット（2021年）
ザック・スナイダーが監督を降り、ジョス・ウェドンの手に委ねられた『ジャスティス・リーグ』のファイナルカットに対する賛否両論の反応は、映画『スーパーマンII』が経験した状況と比較する議論に発展していた。『ジャスティスリーグ』と『スーパーマンII』は、それぞれの理由で監督が交代し、その結果、2人目の監督が登場して、それぞれの作品のトーンを大幅に変更することになった。それぞれの監督の退任理由は異なるが、リチャード・ドナーは2005年に『スーパーマンII』のカットを完成させることができた。スナイダーは完成した映画のために十分な素材を撮影したと考え、スナイダーがドナーと同様の待遇を受けられるよう「スナイダー・カット」を求めるキャンペーンが始まった。スナイダーのビジョンは、実際の劇場用カットよりも前作との一貫性があるだろうという議論がなされているが、スナイダーはそれを見ることを拒否している。ワーナー・ブラザースは当初、「スナイダー・カット」を作る意図について沈黙を守っていた。2019年3月、スナイダーは自分のオリジナル・カットが存在することを確認し、それを公開するかどうかはワーナー・ブラザース次第だと述べた。にもかかわらず、11月、バラエティ誌はワーナー・ブラザースがスナイダー版『ジャスティス・リーグ』を劇場やHBO Maxで公開する可能性は低いとし、「夢物語」としていた。しかし12月、スナイダーは自身のVeroアカウントで、「Z.S. J.L Director's cut」と書かれたテープが入った箱が写った写真を投稿し、キャプションに「これは本物? これは存在するのか？もちろんあるよ」とコメントした。2020年5月20日、スナイダーはHBO Maxが2021年に彼のカットした『ジャスティス・リーグ』を彼らのサービスで公開することを正式に発表した。このカットは、特殊効果、音楽スコア、編集、追加撮影を完了するために7000万ドル以上の費用がかかるという。当初は4部作のミニシリーズとして計画されていたが、後に4時間の長さの映画として公開されることが明らかになった。スナイダーは、このバージョンはDCエクステンデッド・ユニバースの連続性に非典拠なものとなるが、わずかに別の世界に存在することになると述べている。アフレック、ミラー、フィッシャー、ハード、マンガニエロは、プロジェクトを完成させるために、追加撮影のためにそれぞれの役に戻り、ジャレッド・レトも『スーサイド・スクワッド』のジョーカー役を再演した。

## バットバース

### THE BATMAN-ザ・バットマン-（2022年）
『ザ・バットマン』は2021年に公開される予定だったが、新型コロナウイルスの影響で大幅に延期し、2022年3月となった。当初はベン・アフレック主演、監督で制作される予定だったが、バットマン引退などの事情からマット・リーブス監督、ロバート・パティンソン主演で、新たなバットマンシリーズが作られることとなった。『ザ・バットマン』は3部作構成と発表されている。

### THE BATMAN 2(2025年)
ザ・バットマン3部作の2作目。

## DCユニバース

### The Brave and The Bold(TBA)
ワーナー・ブラザーズがDCEUの製作を中断し、新たに設営したDCスタジオが製作するシェアード・ユニバースの1作。バットマンの実子で相棒ロビンであるダミアン・ウェインが登場する。俳優はベン・アフレックとは違う他の俳優が演じる。

## その他の出演作品

### ジョーカー（2019年）
トッド・フィリップス監督の『ジョーカー』では、ダンテ・ペレイラ・オルソンが幼少期のブルースを演じている。

## アニメ映画

### DCアニメイテッド・ユニバース
- 1993年: 『バットマン/マスク・オブ・ファンタズム』 - テレビアニメ『バットマン』の劇場映画版。
- 1998年: Batman & Mr. Freeze: SubZero テレビアニメ『バットマン』のビデオ映画版。
- 2000年: Batman Beyond: Return of the Joker - テレビアニメ『バットマン・ザ・フューチャー』のビデオ映画版。
- 2003年: Batman: Mystery of the Batwoman - テレビアニメ The New Batman Adventures のビデオ映画版。

またテレビアニメ『ジャスティス・リーグ』の3話のエピソード「Starcrossed」をまとめた『Starcrossed: The Movie』がビデオ映画として発売された。同様に、『スーパーマン』のエピソード「頂上対決」3話分をまとめた『The Batman/Superman Movie』も発売された。

### ザ・バットマン
- 2005年: The Batman vs. Dracula - ビデオ映画版。

### DCユニバース・アニメイテッド・オリジナル・ムービーズ
- 2008年: Justice League: The New Frontier - DC: The New Frontierのビデオ映画版。
- 2008年: 『バットマン ゴッサムナイト』 - 『バットマン ビギンズ』および『ダークナイト』をベースとした全6話の短編映画集。
- 2009年: Superman/Batman: Public Enemies - Superman/Batmanのビデオ映画版。
- 2010年: Justice League: Crisis on Two Earths - JLA: Earth 2からインスパイアされている[97]。
- 2010年: Batman: Under the Hood - Batman: Under the Red Hoodのビデオ映画版。
- 2010年: Superman/Batman: Apocalypse - Superman/Batmanのビデオ映画版。
- 2011年: Batman: Year One - 『バットマン: イヤーワン』のビデオ映画版。
- 2012年: Justice League: Doom - JLA: Tower of Babelのビデオ映画版。
- 2012年: Batman: The Dark Knight Returns - 『バットマン: ダークナイト・リターンズ』のビデオ映画版。

### 客演
- 2014年:  LEGO ムービー - 演：ウィル・アーネット、吹替：山寺宏一。レゴ商品のラインナップ『レゴ スーパー・ヒーローズ』からのクロスオーバー出演。
- 2017年: レゴバットマン ザ・ムービー - 演：ウィル・アーネット、吹替：山寺宏一。

## 評価

### 興行成績
| 作品名 | 公開日         | 公開日         | 興行収入       | 興行収入       | 興行収入       | 順位         | 順位     | 製作費       | 出典    |
| 作品名 | 米国           | 世界           | 北米           | 北米外         | 世界           | 北米歴代     | 世界歴代 | 製作費       | 出典    |
| --- | -------------- | -------------- | -------------- | -------------- | -------------- | ------------ | -------- | ------------ | ------- |
| バットマン | 1989年6月23日  | 1989年6月23日  | $251,188,924   | $160,160,000   | $411,348,924   | #63 #49(A)   | #136     | $35,000,000  | [ 98 ]  |
| バットマン リターンズ                                                                                         | 1992年6月19日  | 1992年6月19日  | $162,831,698   | $103,990,656   | $266,822,354   | #188 #164(A) | #302     | $80,000,000  | [ 99 ]  |
| バットマン/マスク・オブ・ファンタズム                                                                         | 1993年12月25日 | 1993年12月25日 | $5,617,391     |                |                | #4,443       |          |              | [ 100 ] |
| バットマン フォーエヴァー                                                                                     | 1995年6月16日  | 1995年6月16日  | $184,031,112   | $152,498,032   | $336,529,144   | #133 #136(A) | #205     | $100,000,000 | [ 31 ]  |
| バットマン & ロビン Mr.フリーズの逆襲                                                                         | 1997年6月20日  | 1997年6月20日  | $107,325,195   | $130,881,927   | $238,207,122   | #428         | #357     | $125,000,000 | [ 101 ] |
| バットマン ビギンズ                                                                                           | 2005年6月15日  | 2005年6月15日  | $205,343,774   | $167,366,241   | $372,710,015   | #109         | #161     | $150,000,000 | [ 74 ]  |
| ダークナイト                                                                                                  | 2008年7月18日  | 2008年7月16日  | $533,345,358   | $468,576,467   | $1,001,921,825 | #3 #28(A)    | #49      | $185,000,000 | [ 80 ]  |
| ダークナイト ライジング                                                                                       | 2012年7月20日  | TBA            | $448,149,584   | $633,003,513   | $1,081,153,097 |              |          | $250,000,000 | [ 102 ] |
| バットマンVSスーパーマンジャスティスの誕生                                                                    | 2016年3月25日  |                | $330,360,194   | $543,277,334   | $873,637,528   |              |          |              |         |
| スーサイド・スクワッド                                                                                        |                |                |                |                |                |              |          |              |         |
| レゴバットマン・ザ・ムービー                                                                                  |                |                |                |                |                |              |          |              |         |
| ジャスティス・リーグ                                                                                          |                |                | $229,024,295   | $428,900,000   | $657,924,295   |              |          |              |         |
| ジョーカー |                |                |                |                |                |              |          |              |         |
| THE BATMAN-ザ・バットマン-                                                                                    |                |                | $336,865,195   | $340,900,000   | $677,765,195   |              |          |              |         |
| 合計 | 合計           | 合計           | $1,449,683,452 | $1,183,473,323 | $2,633,156,775 |              |          | $925,000,000 |         |
| 備考 - 灰色のセルの部分は情報が無いもの。 - (A) - インフレーション調整版の順位（Box Office Mojoによる換算）。 |                |                |                |                |                |              |          |              |         |

### 批評家の反応
| 映画                                  | Rotten Tomatoes   | Rotten Tomatoes  | Metacritic      | Yahoo! Movies   |
| 映画                                  | Overall           | Top Critics      | Metacritic      | Yahoo! Movies   |
| ------------------------------------- | ----------------- | ---------------- | --------------- | --------------- |
| バットマン                            | 71% (52 reviews)  | 57% (7 reviews)  | 66 (17 reviews) | B- (5 reviews)  |
| バットマン リターンズ                 | 79% (47 reviews)  | 67% (9 reviews)  |                 | B (5 reviews)   |
| バットマン/マスク・オブ・ファンタズム | 87% (23 reviews)  |                  |                 |                 |
| バットマン フォーエヴァー             | 44% (55 reviews)  | 71% (14 reviews) | 51 (23 reviews) | B- (9 reviews)  |
| バットマン & ロビン Mr.フリーズの逆襲 | 13% (63 reviews)  | 19% (16 reviews) | 28 (21 reviews) | C- (9 reviews)  |
| バットマン ビギンズ                   | 84% (258 reviews) | 60% (43 reviews) | 70 (41 reviews) | B+ (15 reviews) |
| ダークナイト                          | 94% (278 reviews) | 91% (45 reviews) | 82 (39 reviews) | A- (14 reviews) |
| 平均                                  | 67%               | 61%              | 59              | N/A             |

## シリーズ全体のソフト化
発売元はワーナー・ブラザース・ホームエンターテイメント。
- 【初回限定生産】バットマン・アンソロジー コレクターズ・ボックス DVD版（8枚組、2005年10月28日発売）

- 【初回限定生産】バットマン・アンソロジー コレクターズ・ボックス Blu-ray版（4枚組、2009年4月8日発売）

- 【初回限定生産】バットマン スペシャル・バリューパック（Blu-ray4枚組、2013年8月7日発売）
  - ディスク1：『バットマン』本編Blu-ray（単品版、コレクターズ・ボックス版と同様）
  - ディスク2：『バットマン リターンズ』本編Blu-ray（単品版、コレクターズ・ボックス版と同様）
  - ディスク3：『バットマン フォーエヴァー』本編Blu-ray（単品版、コレクターズ・ボックス版と同様）
  - ディスク4：『バットマン & ロビン Mr.フリーズの逆襲』本編Blu-ray（単品版、コレクターズ・ボックス版と同様）
  - リバーシブルジャケット仕様
- 【5,000セット限定生産】ダークナイト コンプリート・トリロジー アルティメット・コレクターズ・エディション（Blu-ray6枚組、2013年11月6日発売）

- 【初回限定生産】ダークナイト トリロジー スペシャル・バリューパック（3枚組、2014年7月23日発売、Blu-rayとDVDでリリース）
  - ディスク1：『バットマン ビギンズ』本編ディスク（単品版と同様）
  - ディスク2：『ダークナイト』本編ディスク（単品版と同様）
  - ディスク3：『ダークナイト ライジング』本編ディスク（単品版と同様）
  - リバーシブルジャケット仕様
- 【初回限定生産】バットマン / バットマン リターンズ お得な2作品パック（2枚組、2014年11月19日発売、Blu-rayとDVDでリリース）
  - ディスク1：『バットマン』本編ディスク（単品版と同様）
  - ディスク2：『バットマン リターンズ』本編ディスク（単品版と同様）
- 【初回限定生産】 バットマン フォーエヴァー / バットマン & ロビン Mr.フリーズの逆襲 お得な2作品パック（2枚組、2014年11月19日発売、Blu-rayとDVDでリリース）
  - ディスク1：『バットマン フォーエヴァー』本編ディスク（単品版と同様）
  - ディスク2：『バットマン & ロビン Mr.フリーズの逆襲』本編ディスク（単品版と同様）